# Spiel (Messe)

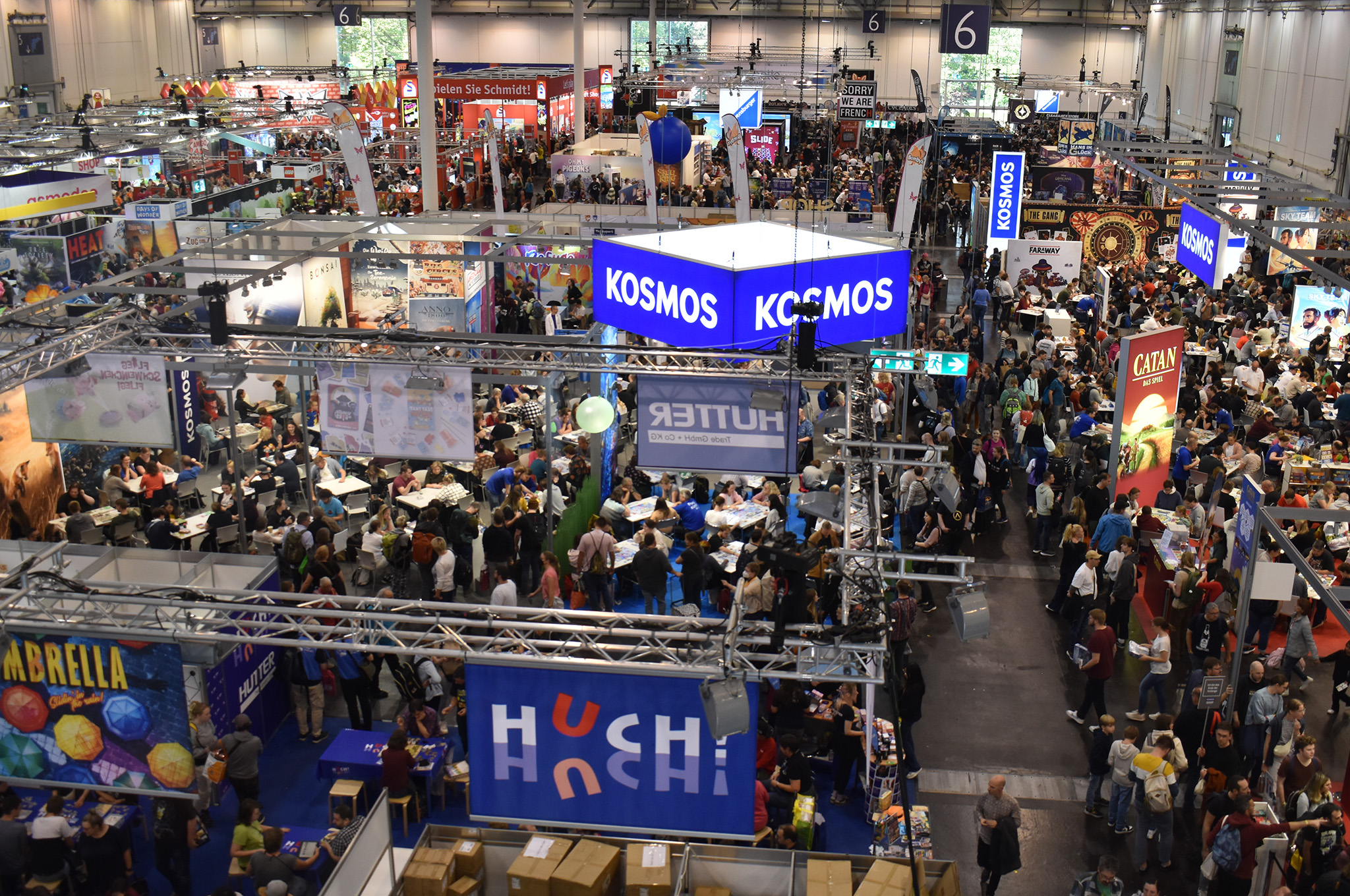
Spiel Essen 2024: Halle 6

Die Spiel (Eigenschreibweise SPIEL Essen, bis 2022 Internationale Spieltage) ist die jährlich in der Messe Essen stattfindende größte Publikumsveranstaltung für Gesellschaftsspiele weltweit. Die Wurzeln reichen zurück zu den Deutschen Spielertagen, die erstmals 1983 in der Volkshochschule Essen vom Courir-Verlag ausgerichtet wurden. Die Veranstaltung wechselte 1985 zum Friedhelm Merz Verlag und fand erstmals in der Essener Messe statt, ein Jahr später wurde sie in Internationale Spieltage umbenannt. Seit 2022 gehört der Merz Verlag zur Nürnberger Spielwarenmesse eG.

## Geschichte
1983 kamen 4500 bis 5000 Menschen zu den Deutschen Spielertagen, dessen Initiator der Spielejournalist Reiner Müller war. „1982 rief er in einer Ausgabe der Spielbox seine Leser auf, zu den Spielertagen 83 zu kommen“, erinnert sich Klaus Teuber. Die 1981 gegründete Spielbox erschien im Bonner Courir-Verlag (ab 1984 umbenannt in Argo-Verlag), ein Tochterunternehmen des von Friedhelm Merz geleiteten SPD-eigenen Vorwärts-Verlags. Ursprünglich sollte das erste derartige Spielertreffen im amerikanischen Club in Bonn stattfinden, was jedoch an der hohen Zahl der Anmeldungen scheiterte. Mitglieder der Jury Spiel des Jahres hätten Friedhelm Merz daraufhin auf die Idee gebracht, das Spielertreffen im „Haus der Erwachsenenbildung“ der Essener Volkshochschule durchzuführen, schreibt der Spielewissenschaftler Jens Junge. Denn die Spiel-des-Jahres-Preisverleihung fand dort bereits seit 1979 statt. Es seien immer mehr Leute gekommen und blieben ein oder zwei Tage, um Spiele zu spielen und sich mit Freunden zu treffen, notiert der britische Journalist James Wallis. Weiter schreibt er: „By 1983, this annual gathering had become a formal event.“ So habe die Spiel-des-Jahres-Auszeichnung noch eine weitere Auswirkung auf die Spielekultur, wenn auch nicht in der von den Gründern des Preises erwarteten Weise, so Wallis.
1984 trafen sich bereits 10.000 bis 15.000 Spieler in der Volkshochschule, und die Spielertage wurden im Folgejahr aus Platzgründen in die Essener Messe abgehalten. 1985 trennte sich der Vorwärts-Verlag von seinem Geschäftsführer Friedhelm Merz, der sich nun mit seinem eigenen Verlag selbstständig machte. „Zusammen mit der Messe Essen sicherte er sich die Rechte an den Spielertagen gerichtlich gegen die einmalige Zahlung von 50.000 DM an die SPD“, schreibt Jens Junge.
Seit 1986 wurden die Deutschen Spieletage in Internationale Spieltage umbenannt und finden alljährlich auf dem Essener Messegelände statt. 2020 wurden die Spieltage aufgrund der COVID-19-Pandemie durch die Spiel digital ersetzt. Seit 2023 tragen die Spieltage den Namen Spiel Essen.
Nach dem Tod von Friedhelm Merz 1996 übernahmen dessen Lebensgefährtin Rosemarie Geu und ihre Tochter Dominique Metzler die Leitung dessen Geschäfte und trennten sich nach und nach vom eigentlichen Verlagsgeschäft und konzentrierten sich auf die Organisation der Spieltage. Anfang 2022 übernahm die Spielwarenmesse eG den Friedhelm Merz Verlag und damit auch die Internationalen Spieltage.
| Jahr | Datum      | Besucher | Ausstellerzahl⁠ 2 | Ausstellungsfläche 2 | Neuheiten | Nationen | Eintrittspreis 1 | Quelle               |
| ---- | ---------- | -------- | ---------------- | -------------------- | --------- | -------- | ---------------- | -------------------- |
| 1983 | 14.–16.10. | 5000     | 12               |                      |           |          |                  | [ 11 ]               |
| 1984 | 10.–14.10. | 15.000   | 66               |                      |           |          |                  |                      |
| 1985 | 25.–29.09. | 36.000   | 110              |                      |           |          |                  | [ 11 ]               |
| 1986 | 23.–26.10. | 45.000   | 186              |                      |           |          |                  | [ 11 ]               |
| 1987 | 17.–20.09. | 65.000   | 205              |                      |           |          |                  | [ 11 ]               |
| 1988 | 27.–30.10. | 70.000   | 220              |                      |           |          |                  | [ 11 ]               |
| 1989 | 19.–22.10. | 83.000   | 323              |                      |           |          |                  | [ 11 ]               |
| 1990 | 25.–28.10. | 102.000  | 365              |                      |           |          |                  | [ 11 ]               |
| 1991 | 17.–20.10. | 108.000  | 378              |                      | ca. 200   |          |                  | [ 12 ] [ 11 ]        |
| 1992 | 22.–25.10. | 114.000  | 365              |                      |           |          |                  | [ 11 ]               |
| 1993 | 21.–24.10. | 115.000  | 394              |                      |           |          |                  | [ 11 ]               |
| 1994 | 20.–23.10. | 120.000  | 415              |                      |           |          |                  | [ 11 ]               |
| 1995 | 19.–22.10. | 120.000  | 417              | 28.000 m²            |           |          |                  | [ 11 ]               |
| 1996 | 17.–20.10. | 130.000  | 450              | 31.000 m²            |           | 17       |                  | [ 13 ]               |
| 1997 | 23.–26.10. | 130.000  | 446              | 28.500 m²            |           | 17       |                  | [ 11 ]               |
| 1998 | 22.–25.10. | 140.000  | 463              | 32.000 m²            | ca. 300   | 18       |                  | [ 14 ] [ 11 ]        |
| 1999 | 21.–24.10. |          |                  |                      |           |          | 18,00 DM         |                      |
| 2000 | 26.–29.10. |          |                  |                      |           |          |                  |                      |
| 2001 | 25.–28.10. | 147.156  | 569              |                      | ca. 200   | 17       |                  | [ 15 ]               |
| 2002 | 17.–20.10. | 150.000  | 578              | 37.500 m²            |           | 21       | 10,00 €          | [ 16 ]               |
| 2003 | 23.–26.10. | 150.000  | 610              |                      |           | 21       | 10,00 €          | [ 17 ]               |
| 2004 | 21.–24.10. | 150.000  | 687              | 42.820 m²            | ca. 400   | 24       | 10,00 €          | [ 18 ]               |
| 2005 | 13.–16.10. | 145.000  | 724              |                      |           | 30       |                  | [ 19 ]               |
| 2006 | 19.–22.10. | 151.000  | 730              |                      | ca. 350   | 31       | 11,00 €          | [ 20 ]               |
| 2007 | 18.–21.10. | 148.000  | 758              | 44.100 m²            | ca. 500   | 30       |                  | [ 21 ]               |
| 2008 | 23.–26.10. | 150.000  | 760              |                      | ca. 550   | 31       | 11,50 €          | [ 22 ]               |
| 2009 | 22.–25.10. | 152.000  | 763              | 44.000 m²            | ca. 600   | 31       | 11,50 €          | [ 23 ]               |
| 2010 | 21.–24.10. | 154.000  | 786              |                      | ca. 650   | 32       |                  | [ 24 ]               |
| 2011 | 20.–23.10. | 147.000  | 810              | 46.000 m²            | ca. 750   | 34       | 11,50 €          | [ 25 ]               |
| 2012 | 18.–21.10. | 149.000  | 827              | 49.000 m²            | ca. 800   | 37       | 11,50 €          | [ 26 ]               |
| 2013 | 24.–27.10. | 156.000  | 828              | 48.000 m²            | ca. 800   | 39       | 11,50 €          | [ 27 ] [ 28 ]        |
| 2014 | 16.–19.10. | 158.000  | 832              | 58.000 m²            | ca. 850   | 41       | 11,50 €          | [ 29 ]               |
| 2015 | 08.–11.10. | 162.000  | 910              | 63.000 m²            | ca. 1.000 | 41       | 11,50 €          | [ 30 ]               |
| 2016 | 13.–16.10. | 174.000  | 1.021            | 68.000 m²            | ca. 1.200 | 50       | 13,00 €          | [ 31 ]               |
| 2017 | 26.–29.10. | 182.000  | 1.100            | 72.000 m²            | ca. 1.200 | 51       | 13,00 €          | [ 32 ]               |
| 2018 | 25.–28.10. | 190.000  | 1.150            | 80.000 m²            | ca. 1.400 | 50       | 13,00 €          | [ 33 ]               |
| 2019 | 24.–27.10. | 209.000  | 1.200            | 86.000 m²            | ca. 1.500 | 53       | 15,00 €          | [ 34 ]               |
| 2020 | 22.–25.10. | 148.000* | 421*             | digital              | ca. 1.400 | 41       | kostenlos        | [ 35 ]               |
| 2021 | 14.–17.10. | 93.600   | 620              |                      | ca. 1.000 | 41       | 20,00 €          | [ 36 ]               |
| 2022 | 06.–09.10. | 147.000  | 980              | 50.000 m²            | ca. 1.800 | 56       | 19,00 €          | [ 37 ] [ 38 ]        |
| 2023 | 05.–08.10. | 193.000  | 935              | 62.500 m²            | 1.750     | 56       | 21,00–23,00 €    | [ 39 ]               |
| 2024 | 03.–06.10. | 204.000  | 923              | 68.528 m²            | 1.562     | 52       | 21,00–23,00 €    | [ 40 ] [ 41 ] [ 42 ] |

## Ausrichter und Programm

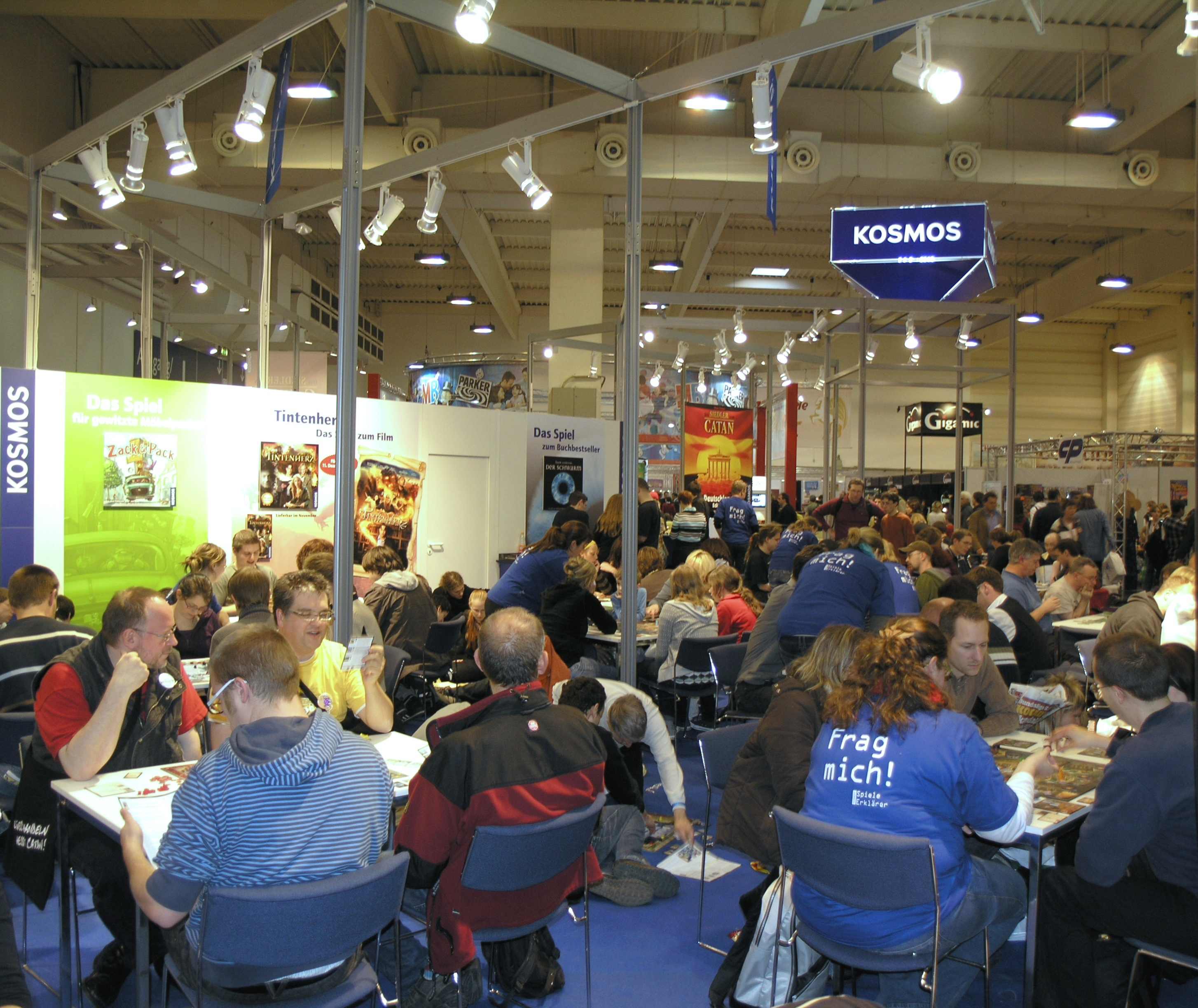
Blick in die Halle 2008

Die Internationalen Spieltage Spiel finden jedes Jahr im Oktober (jeweils von Donnerstag bis Sonntag) auf dem Messegelände in Essen statt. Es ist eine für die Öffentlichkeit zugängliche Publikumsmesse. Auf einer Fläche von bis zu 86.000 m² werden analoge Spiele aller Art und damit zusammenhängende Artikel gezeigt. Im Zentrum stehen aktuelle Brett- und Kartenspiel-Neuheiten aus aller Welt. Zeitweise war in die Spiel die Submesse Comic Action integriert.
Die Besucher können an den Ständen der Verlage zumeist den gesamten Spielejahrgang ausprobieren und werden von Spielerklärern, Verlagsmitarbeitern oder den Autoren in die Regeln eingeführt. Außerdem werden an dem Großteil der Messestände die jeweiligen Spiele auch verkauft.
1984 wurde im Rahmen der Spieltage die erste Deutsche Mannschaftsmeisterschaft im Brettspiel ausgetragen, seit 1990 wird dort der Deutsche Spielepreis vergeben.
Ausgerichtet wird das mit bis zu 209.000 Besuchern pro Jahr weltweit größte Event für Brett- und Kartenspiele vom Friedhelm Merz Verlag. Anfang 2022 übernahm die Spielwarenmesse eG das Unternehmen für einen ungenannten Kaufpreis von Rosemarie Geu und Dominique Metzler. Metzler blieb für eine gut einjährige Übergangszeit als Geschäftsführerin weiterhin mit der Leitung der Spiel betraut. Außerdem wurden als weitere Geschäftsführer zuerst der Spielwarenmesse-Vorstand Florian Hess und später auch der Kölner Messe-Experte Guido Küpper eingesetzt. Letzterer wurde mittlerweile von der ehemaligen Asmodee-Managerin Carol Rapp abgelöst, die ab 2023 als hauptverantwortliche Geschäftsführerin die Spiel Essen organisiert.